# Ludwig von Biegeleben
Ludwig Maximilian Balthasar von Biegeleben (Baron autrichien à partir de 1868) (né le 14 janvier 1812 à Darmstadt et décédé le 6 août 1872 à Rohitsch-Sauerbrunn) est un diplomate pour le Grand-duché de Hesse. Pendant la révolution de mars, il est sous-secrétaire d'État dans le gouvernement révolutionnaire. Par la suite, et pendant plus de 20 ans, il travaille en tant que diplomate pour l'Autriche sur la question de la politique allemande. 

## Jeunesse
Biegeleben est issu d'une famille de fonctionnaire d'Arnsberg. Il est le fils de Kaspar Josef von Biegeleben (de), haut fonctionnaire pour l'Électorat de Cologne puis pour le Grand-duché de Hesse. Sa mère Marianne (née Braumann) est issue d'un famille de patricien d'Aix-la-Chapelle. Son frère Maximilian (de) devient par la suite ministre des finances de Hesse.
Biegeleben est intéressé par les arts et la littérature. Il étudie le droit à Bonn, Heidelberg et Giessen.  Pendant ses études il fait partie de la société étudiante Alten Burschenschaft Germania Bonn à partir de 1827, puis en 1828 de sa branche à Gießen et en 1829 des Fäßlianer. Après ses études, il travaille pendant 10 ans pour la justice du Grand duché de Hesse.
Par la suite, il rentre dans les services diplomatiques du duché et devient secrétaire de légation en 1842, puis chargé d'affaires à Vienne. Il y fait la connaissance de sa femme Maria (1825-1871), fille de Franz baron von Buol von Berenberg (de) dans la maison d'Ottilie von Goethe. 
Il participe également à la traduction du livre Francesco Petrarca à cette époque.

## Sous-secrétaire d'État à Francfort en 1848
Biegeleben est né dans une famille très attachée au Saint-Empire, est favorable à un rôle central de l'Autriche en Allemagne. Conservateur, il est opposé à la révolution de mars. Toutefois, il y voit dans celle-ci une redistribution des cartes qui pourrait permettre à l'Autriche de reprendre sa place.  Heinrich von Gagern propose en août 1848 à Biegelen une place de sous-secrétaire dans le ministère des affaires étrangères dans le gouvernement provisoire de Francfort-sur-le-Main. Il essaie de défendre la cause autrichienne et aussi celle du régent impérial Jean-Baptiste d'Autriche. Pour de dernier, il sert d'agent auprès de la Prusse, de la Bavière et de l'Autriche de juillet à octobre 1849. Par la suite et jusqu'en 1850, il travaille dans la commission chargée des relations avec l'étranger pour la commission fédérale.

## Responsable de la politique allemande pour l'Autriche
Il montre un certain talent dans ce travail, ce qui ne passe pas inaperçu, ainsi Joseph von Radowitz, de la diplomatie prussienne et Felix zu Schwarzenberg pour l'Autriche tentent de le recruter. Biegeleben se décide naturellement pour ce dernier. Il commence en tant que conseiller de section (Sektionsrat) à l'été 1850 et devient deux ans plus tard conseiller royal et ministériel réel dans le cabinet du ministère des affaires étrangères (Wirklicher Hof- und Ministerialrat im deutschen Referat des Außenministeriums).
Dans la période allant de la conférence d'Olmütz à la guerre austro-prussienne de 1866, Biegeleben est une des plumes préférée de l'empereur François Ier pour ce qui concerne les traités diplomatiques. Ses notes diplomatiques influencent grandement la politique « allemande » de l'Autriche. 
Il est par conséquent en première ligne pour la défense du rôle central de la monarchie du Danube en Allemagne et particulièrement dans la confédération germanique. C'est un farouche opposant à la solution petite-allemande et au fait que la Prusse réclame les mêmes droits dans la confédération que l'Autriche. Bismarck devient à partir de son arrivée au poste de chancelier en Prusse le principal opposant à Biegeleben. Il prend également parfois, et provisoirement, ses distances avec la politique quelque peu contradictoire de ses ministres de tutelle Karl Ferdinand von Buol-Schauenstein, Johann Bernhard von Rechberg puis Alexandre de Mensdorff-Pouilly. 
On peut dire qu'il a surement sous-estimé le chancelier allemand et a mal évalué le rapport de force existant entre les deux puissances allemandes.
En 1863, Biegeleben joue un rôle central dans l'organisation du congrès des princes à Francfort qui se solde finalement par un échec. Il prend part à la conférence de Londres en 1864 pour mettre fin à la guerre des duchés en tant que second représentant de l'empire autrichien. Par la suite Biegeleen tente de rallier à l'Autriche les États de petite et moyennes taille allemand. Par ailleurs, il essaie de trouver des compromis avec Napoléon III et de faire réformer l'armée de la confédération germanique, ce qui lui vaut un nouvel affrontement avec la Prusse. La défaite lors dans la guerre austro-prussienne en 1866 signifie pour l'Autriche et Biegeleben la fin de leurs ambitions sur l'Allemagne. L'unification allemande en 1871 entérine cet échec, ce qui le pousse en 1872 à donner sa démission.

## Œuvre
- (de) Karl Kekule et Ludwig Biegeleben, Die Reime des Francsco Petrarca., Stuttgart, Tübingen, 1844 (lire en ligne)